# Psusenes II
Titjeperura Setepenra Pasebajaenniut, o Psusenes II, es el último faraón de la dinastía XXI; reinó de ca. 959 a 945 a. C. durante el Tercer periodo intermedio de Egipto.
Era hijo del Sumo sacerdote de Amón tebano Pinedyem II y de Isetemkheb IV, por tanto, sobrino nieto y biznieto de Psusenes I. Tuvo dos hijas: Maatkara, que se casó con Osorkon I (XXII dinastía), y Tanetsepeh, casada con Shedsunefertum, Sumo sacerdote de Ptah en Menfis.
Manetón escribió que Psusenes (Ψουσέννης) reinó 14 años, según Julio Africano, en la versión de Jorge Sincelo. Para Eusebio de Cesarea: Psusenes reinó 35 años (versiones de Jorge Sincelo y Armenia). Los eruditos piensan que reinó unos 15 años.

## Testimonios de su época
Las escasos testimonios contemporáneos de su reinado incluyen un relieve en el templo de Sethy I en Abidos, un ostracon en el de Umm el-Qaab, una afiliación en Karnak y su presunto entierro, que consiste en un sarcófago dorado y una momia con un uraeus, encontrado en una antecámara de la tumba de Psusenes I en Tanis. 
A diferencia de su predecesores y sucesores inmediatos, Siamón y Sheshonq I, está poco documentado en los registros históricos de la época. Es posible que se tratara de la misma persona que el Sumo sacerdote de Amón conocido como Psusenes III. 

## Titulatura
| Titulatura | Jeroglífico | Transliteración (transcripción) - traducción - (referencias) |

| N5 | D17 | L1 | Z3 | N5 | U21 · n |

| N5 | D17 | L1 | Z3 | N5 | U21 · n |

| N5 | D17 | L1 | Z3 | N5 | U21 · n |

| N5 | D17 | L1 | Z3 | N5 | U21 · n |

| N5 | D17 | L1 | Z3 | N5 | U21 · n |

| N5 | D17 | L1 | Z3 | N5 | U21 · n |

| N5 | D17 | L1 | Z3 | N5 | U21 · n |

| N5 | D17 | L1 | Z3 | N5 | U21 · n |

| N5 | D17 | L1 | Z3 | N5 | U21 · n |

| N5 | D17 | L1 | Z3 | N5 | U21 · n |

| N5 | D17 | L1 | Z3 | N5 | U21 · n |

| N5 | D17 | L1 | Z3 | N5 | U21 · n |

| N5 | D17 | L1 | Z3 | N5 | U21 · n |

| N5 | D17 | L1 | Z3 | N5 | U21 · n |

| N5 | D17 | L1 | Z3 | N5 | U21 · n |

| N5 | D17 | L1 | Z3 | N5 | U21 · n |

| G5 | G40 | N14 · N28 · n | O49 |

| G5 | G40 | N14 · N28 · n | O49 |

| G5 | G40 | N14 · N28 · n | O49 |

| G5 | G40 | N14 · N28 · n | O49 |

| G5 | G40 | N14 · N28 · n | O49 |

| G5 | G40 | N14 · N28 · n | O49 |

| G5 | G40 | N14 · N28 · n | O49 |

| G5 | G40 | N14 · N28 · n | O49 |

| G5 | G40 | N14 · N28 · n | O49 |

| G5 | G40 | N14 · N28 · n | O49 |

| G5 | G40 | N14 · N28 · n | O49 |

| G5 | G40 | N14 · N28 · n | O49 |

| G5 | G40 | N14 · N28 · n | O49 |

| G5 | G40 | N14 · N28 · n | O49 |

| G5 | G40 | N14 · N28 · n | O49 |

| G5 | G40 | N14 · N28 · n | O49 |

| i | mn · n · N36 | G5 | p | N14 | N28 · t | O49 |

| i | mn · n · N36 | G5 | p | N14 | N28 · t | O49 |

| i | mn · n · N36 | G5 | p | N14 | N28 · t | O49 |

| i | mn · n · N36 | G5 | p | N14 | N28 · t | O49 |

| i | mn · n · N36 | G5 | p | N14 | N28 · t | O49 |

| i | mn · n · N36 | G5 | p | N14 | N28 · t | O49 |

| i | mn · n · N36 | G5 | p | N14 | N28 · t | O49 |

| i | mn · n · N36 | G5 | p | N14 | N28 · t | O49 |

| i | mn · n · N36 | G5 | p | N14 | N28 · t | O49 |

| i | mn · n · N36 | G5 | p | N14 | N28 · t | O49 |

| i | mn · n · N36 | G5 | p | N14 | N28 · t | O49 |

| i | mn · n · N36 | G5 | p | N14 | N28 · t | O49 |

| i | mn · n · N36 | G5 | p | N14 | N28 · t | O49 |

| i | mn · n · N36 | G5 | p | N14 | N28 · t | O49 |

| i | mn · n · N36 | G5 | p | N14 | N28 · t | O49 |

| i | mn · n · N36 | G5 | p | N14 | N28 · t | O49 |

| i | mn · n · N36 | G40 | p | N14 · N28 | O49 |

| i | mn · n · N36 | G40 | p | N14 · N28 | O49 |

| i | mn · n · N36 | G40 | p | N14 · N28 | O49 |

| i | mn · n · N36 | G40 | p | N14 · N28 | O49 |

| i | mn · n · N36 | G40 | p | N14 · N28 | O49 |

| i | mn · n · N36 | G40 | p | N14 · N28 | O49 |

| i | mn · n · N36 | G40 | p | N14 · N28 | O49 |

| i | mn · n · N36 | G40 | p | N14 · N28 | O49 |

| i | mn · n · N36 | G40 | p | N14 · N28 | O49 |

| i | mn · n · N36 | G40 | p | N14 · N28 | O49 |

| i | mn · n · N36 | G40 | p | N14 · N28 | O49 |

| i | mn · n · N36 | G40 | p | N14 · N28 | O49 |

| i | mn · n · N36 | G40 | p | N14 · N28 | O49 |

| i | mn · n · N36 | G40 | p | N14 · N28 | O49 |

| i | mn · n · N36 | G40 | p | N14 · N28 | O49 |

| i | mn · n · N36 | G40 | p | N14 · N28 | O49 |